# جيم تيلي
جيم تيلي (بالإنجليزية: Jim Tilley)‏ هو شاعر أمريكي، ولد في 1950 في مونتريال في كندا.